# Jedlanka (przystanek kolejowy)
Jedlanka – kolejowy przystanek osobowy w Jedlance, w województwie lubelskim, w Polsce. Znajduje się w nim 1 peron – obecnie (2021-06) niedostępny dla ewentualnych podróżnych (brak bezpiecznego dojścia przez tory). Budynek dworca jest również niedostępny, zrujnowany. Obok wznosi się maszt GSM-R.
Przez przystanek przechodzi  linia kolejowa:

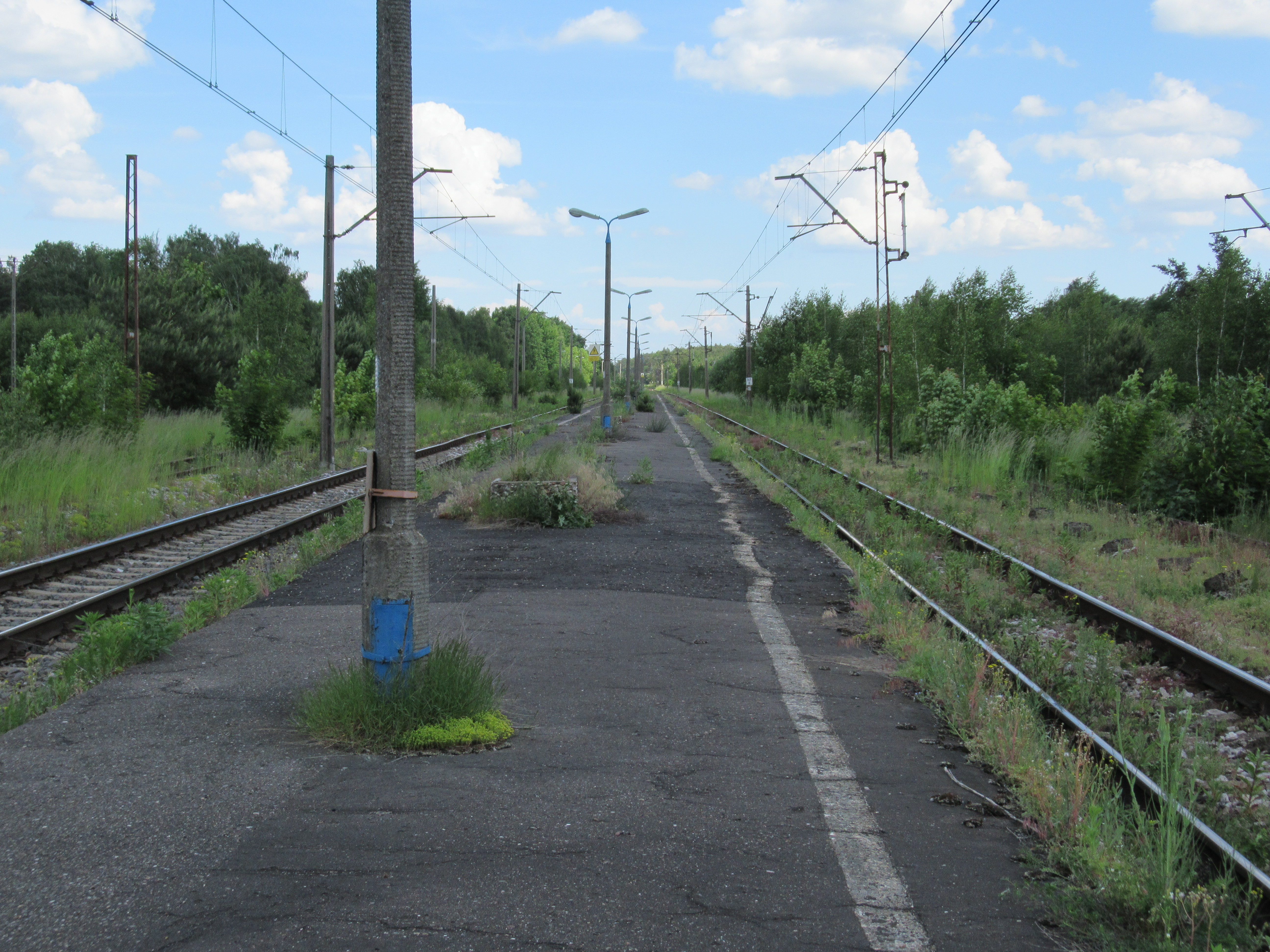
Zarośnięty peron w Jedlance

- D29–12 Skierniewice – Łuków